# 비련의 벙어리 삼룡
"비련의 벙어리 삼룡"은 1973년 공개된 변장호 감독의 대한민국의 영화이다.

## 배역
- 김희라
- 윤연경
- 신영일
- 최인숙

## 수상
- 1973년 제12회 대종상
  - 우수작품상
  - 여우주연상 - 윤연경
  - 여우조연상 - 최인숙
  - 촬영상 - 안창복
  - 음악상 - 전정근
  - 미술상 - 이봉선
  - 조명상 - 이현우